# Ca l'Oller (Fogars de la Selva)
Ca l'Oller és un edifici del municipi de Fogars de la Selva (Selva) que forma part de l'Inventari del Patrimoni Arquitectònic de Catalunya.

## Descripció
Es tracta d'un gran mas de planta rectangular que consta de planta baixa i pis superior i que està cobert amb una teulada a dues aigües de vessants a laterals. Pel que fa al seu emplaçament, el mas està assentat en un terreny lleugerament irregular i presideix una finca de gran extensió territorial.
El cos original està estructurat internament en dues crugies. La planta baixa destaca el gran portal d'arc de mig punt rebaixat i equipat amb unes dovelles de gran mida ben escairades i treballades. En el pis superior trobem dues finestres a destacar especialment la que està ubicada simètricament al portal d'accés la qual tot i ser petita està ornada amb un petit arc conopial. Tanca la façana en la part superior un ràfec format per dues fileres de teula.
Amb el pas progressiu del temps el mas ha experimentat dues ampliacions posteriors. La primera, la qual es podria datar entre el segle XVII-XVIII, està adossada a la part dreta del cos original i es tradueix a la pràctica en un gran cos de planta rectangular, amb planta baixa i pis superior i coberta a dues aigües de vessants a façana. De les cinc obertures compresses entre la planta baixa i el primer pis destaca el portal d'accés d'arc de mig punt rebaixat i adovellat. Tanca la façana en la part superior un ràfec format per tres fileres: la primera de rajola en punta de diamant, la segona de rajola plana i la tercera de teula girada.
La segona ampliació, més moderna, està adossada en la part posterior i es manifesta en dos formats: per una banda edificiacions modernes de dues plantes a la qual s'hi accedeix per una escala i que actuaria com a habitatge. Mentre que per l'altra dependències de treball destinades a tasques agrícoles.
Pel que fa al tema dels materials prima per sobre de tot un com és la pedra. Ara bé una pedra que la trobem present en dos formats diferents. Per una banda tenim la resolució dels murs a base de pedres fragmentades i blocs rústics de pedra manipulats a cops de martell i sense desbastar i treballar i tot lligat amb morter de calç. A simple vista s'observa que les pedres no estan disposades aleatòriament sinó que estan ubicades en unes filades parcialment racionals. Mentre que per l'altra tenim la pedra sorrenca i calcària molt ben treballada i escairada, la qual és emprada per la realització de les dovelles dels dos respectius portals.
Exempta, en la part posterior, trobem una granja de vadells de factura moderna.
La masia evidencia a simple vista un molt bon estat de conservació que cal atribuir a les obres de rehabilitació i ampliació que es van dur a terme en el mas a finals del segle passat.

## Història
El nom de Falgars apareix citat en un document de l'any 922 relacionat amb l'església parroquial de Sant Cypriani et Santa Justa in villa Falgars. Més endavant el terme passà a dependre dels vescomtes de Girona, després vescomtes de Cabrera. Amb la divisió provincial del 1833 el municipi entrà dins la província de Barcelona, sent l'únic de La Selva que pertany a aquesta demarcació.